# Ronja Jenike
Ronja Jenike, geb. Richter, (* 28. Dezember 1989 in Hamburg) ist eine ehemalige deutsche Eishockeyspielerin und derzeitige -trainerin, die für den Hamburger SV und ESC Planegg in der Fraueneishockey-Bundesliga aktiv war. Seit 2023 ist sie Assistenztrainerin der deutschen Frauen-Nationalmannschaft sowie seit September 2024 Leistungssportreferentin beim Deutschen Eishockey-Bund. Ihr Ehemann Andreas ist Eishockeytorwart.

## Karriere
Ronja Richter begann ihre Eishockeykarriere beim TuS Harsefeld. Bis 2004 blieb sie dem Verein treu, ehe sie nach Hamburg zog und für die U16- und U18-Teams der HSV Young Freezers spielte. Parallel dazu kam sie für die Frauenmannschaft des Hamburger SV in der 1. Liga Nord respektive nach dem Aufstieg in der Fraueneishockey-Bundesliga zum Einsatz. Ab 2005 kam sie bei einigen Turnieren für die U18-Frauennationalmannschaft zum Einsatz, ehe sie während des Air Canada Cup 2008 ihr Debüt in der deutschen Frauen-Nationalmannschaft gab.
Da die Nationalmannschaft meist in Bayern trainierte und sie für die regelmäßigen Trainingseinheiten vor jedem Wettbewerb lange Fahrwege auf sich nehmen musste, zog Richter 2009 nach Bayern und spielte fortan in der Mannschaft des ESC Planegg. Mit ihrer Mannschaft wurde sie insgesamt fünf Mal Deutscher Meister, mehrfach DEB-Pokalsieger sowie 2010 Meister der EWHL.  Parallel dazu studierte zwischen 2009 und 2013 sie Sportwissenschaften an der TU München.
Mit der Nationalmannschaft nahm sie an insgesamt fünf Weltmeisterschaften und zwei Olympiaqualifikationen teil. Bei ihrer ersten Weltmeisterschaft, der B-Weltmeisterschaft 2011, schaffte sie mit dem Nationalteam den Aufstieg in die Top-Division. Anschließend nahm sie 2013 erfolgreich an der Olympia-Qualifikation teil, wurde aber nicht für den Olympiakader für die Spiele in Sotschi 2014 nominiert. Im Februar 2016 scheiterte sie mit dem Nationalteam in der Qualifikation für die Olympischen Spiele 2018. Wenige Monate später, bei der Weltmeisterschaft der Division I 2016 in Aalborg, erreichten die deutschen Eishockey-Frauen mit vier Siegen und einer Niederlage den Wiederaufstieg in die Top Division. Ein Jahr später erreichte die deutsche Auswahlmannschaft mit Ronja Jenike nach Siegen gegen Schweden, Tschechien und Russland den vierten Platz in der Schlusstabelle und damit die beste WM-Platzierung in der Geschichte des Frauenteams. Insgesamt absolvierte sie 150 Länderspiele für die Nationalmannschaft.
Zwischen Oktober 2014 und August 2021 war Jenike Pressesprecherin des DEB. Dabei war sie unter anderem auch für die Presse- und Öffentlichkeitsarbeit der Eishockey-Weltmeisterschaft der Herren 2017 in Köln und Paris verantwortlich.
Nach der Saison 2016/17 beendete Jenike ihre Karriere und fokussierte sich auf ihre Familie und ihre Trainerausbildung. Sie arbeitet als Nachwuchstrainerin bei den Young Roosters Iserlohn und kommentiert seit 2014 regelmäßig als TV-Expertin Eishockey-Übertragungen, unter anderem ab 2021 bei Magenta Sport Übertragungen aus der DEL. Auch bei den Young Roosters war sie für die Öffentlichkeitsarbeit verantwortlich. Während der Saison 2022/23 kehrte sie für zwei Spiele gegen den EC Bergkamen in den Kader des ESCP zurück. Parallel dazu arbeitete sie als Assistenztrainerin der U18- und U16-Frauennationalmannschaft.
2023 bekam sie ihren A-Trainerschein des DEB und wurde von diesem als Development-Coach eingestellt.

## Erfolge und Auszeichnungen
| - 2010 DEB-Pokal-Gewinn mit dem ESC Planegg - 2010 Meister der EWHL mit dem ESC Planegg - 2011 Deutscher Meister mit dem ESC Planegg - 2011 Aufstieg in die Top-Division bei der Weltmeisterschaft der Division I - 2012 DEB-Pokal-Gewinn mit dem ESC Planegg - 2012 EWHL-Super-Cup-Gewinn mit dem ESC Planegg - 2012 Deutscher Meister mit dem ESC Planegg | - 2013 Deutscher Meister mit dem ESC Planegg - 2013 EWHL-Super-Cup-Gewinn mit dem ESC Planegg - 2014 Deutscher Meister mit dem ESC Planegg - 2016 Aufstieg in die Top-Division bei der Weltmeisterschaft der Division I - 2017 Deutscher Meister mit dem ESC Planegg |

## Karrierestatistik
(Legende zur Spielerstatistik: Sp oder GP = absolvierte Spiele; T oder G = erzielte Tore; V oder A = erzielte Assists; Pkt oder Pts = erzielte Scorerpunkte; SM oder PIM = erhaltene Strafminuten; +/− = Plus/Minus-Bilanz; PP = erzielte Überzahltore; SH = erzielte Unterzahltore; GW = erzielte Siegtore; 1 Play-downs/Relegation; Kursiv: Statistik nicht vollständig)

## Privates
Ronja Jenike ist mit dem Eishockeytorwart Andreas Jenike verheiratet, den sie während dessen Zeit beim EC Bad Tölz kennenlernte. Das Ehepaar hat drei gemeinsame Kinder.